# Amfitheater van Béziers

Omtrek van de amfitheater op het moderne stratenplan van Béziers

Het Amfitheater van Béziers werd rond 80 n.Chr. gebouwd voor de Romeinse colonia Julia Baeterrae Septimanorum, op de plaats van het moderne Béziers in Frankrijk.
Het amfitheater werd op een heuvel gebouwd, in de buurt van het Romeinse theater. Het amfitheater was 110 meter breed en 90 meter lang en bood plaats aan ongeveer 15.000 toeschouwers. 
In de middeleeuwen werd het amfitheater grotendeels afgebroken. In de moderne tijd is het bij opgravingen weer gedeeltelijk blootgelegd. De arena, delen van de cavea met enkele toegangen en een aantal zuilen zijn tegenwoordig bovengronds zichtbaar. 

## Bron
- Vertaald van de Franstalige Wikipedia